# Uta Schorn
Uta Schorn, (13 de enero de 1947, Göggingen, Augsburg) es una actriz y presentadora alemana.

## Biografía
Schorn, hija del actor Joe Schorn, nació en Alemania Meridional. Estudió desde 1966 hasta 1970 en la Staatliche Schauspielschule de Berlín, ahora llamada Hochschule für Schauspielkunst «Ernst Busch» Berlin. Al comienzo de su carrera, actuó en el teatro Maxim-Gorki-Theater en Berlín Este, participó entre otros proyectos en la revista juvenil Wenn Knospen knallen, en el estreno en 1972 de la obra teatral Himmelfahrt zur Erde de Armin Stolper (*1934) y en Das gewöhnliche Wunder de Jewgeni Schwarz (1973), dirigidas respectivamente por Wolfram Krempel, y en Adam und Eva de Peter Hacks.
En 1995, Schorn interpretó el papel de Buhlschaft bajo la dirección de Brigitte Grothum en el Festival berlinés Jedermann-Festspielen en la catedral de Berlín. En los meses de octubre y noviembre de 2006, interpretó el papel de Señorita Schneider en una escenificación del musical Cabaret en la Media City de Leipzig.
En la temporada 2015/16, Schorn estuvo de gira teatral con la comedia Sei lieb zu meiner Frau de René Heinersdorff y actuó en el teatro Vorpommern y en el teatro Gerhart-Haupftmann Görlitz-Zittau, entre otros. En noviembre de 2016, actuó en el Kriminal Theater de Berlín en la comedia policíaca Fisch zu viert.
El debut cinematográfico de Schorn tuvo lugar en 1969 en la Deutsche Film AG (DEFA) con el papel de Renate en la película de espionaje Verdacht auf einen Toten. Después actuó en otras producciones de la Deutsche Film AG, interpretando principalmente papeles secundarios.
En la década de 1970, apareció en varios episodios de la serie policíaca Polizieruf 110 de la República Democrática Alemana. Se hizo famosa especialmente gracias a su trabajo para la DFF, la televisión pública de la RDA. Schorn ha desempeñado papeles diversos, a menudo encarnando a «mujeres seguras de sí mismas, que siguen su propio camino en la vida», como la doctora y madre soltera Uta Federau, protagonista de la serie médica Bereitschaft Dr. Federau (1988). Además, también protagonizó la serie de televisión Mit Herz und Robe (1991).
Junto a Gerd E. Schäfer, presentó durante casi 18 años el programa Der Wunschbriefkasten.
Tras el proceso de renovación política de la RDA (conocido como Die Wende), Schorn logró un éxito relativamente rápido en la televisión de la Alemania unificada, consiguiendo varios papeles protagonistas seguidos, por ejemplo, como Sabine Boehling, dueña de un restaurante, en la serie Elbflorenz de la ZDF, como Anna Frohner en la serie  Der Landarzt  de la ZDF y como la comadrona Henriette en la serie Frauenarzt Dr. Markus Merthin de la ZDF.
Desde 1998 hasta finales de 2014, interpretó a la secretaria de dirección Barbara Grigoleit en la serie  In aller Freundschaft de la ARD y, desde 2003, interpreta al personaje de Inge Kleist (anteriormente: März) en la serie Familie Dr. Kleist de la ARD.

## Vida privada
Uta Schorn fue la esposa del actor Tim Hoffmann (1943-2015) durante 16 años. Su hija Danne Suckel, nacida en 1968, también trabaja como actriz. Actualmente, Uta Schorn está casada con el actor Peter Zintner. Vive en Berlín.

## Filmografía (selección)
- 1972: Polizeiruf 110: Verbrannte Spur (Serie de televisión)
- 1972: Polizeiruf 110: Blutgruppe AB
- 1973: Polizeiruf 110: Vorbestraft
- 1974: Der Untergang der Emma
- 1976: Polizeiruf 110: Der Fensterstecher
- 1978: Rentner haben niemals Zeit
- 1979: Polizeiruf 110: Barry schwieg
- 1981: Polizeiruf 110: Der Schweigsame
- 1981: Geschichten übern Gartenzaun
- 1984: Neues übern Gartenzaun
- 1984: Eine sonderbare Liebe
- 1985: Weiße Wolke Carolin
- 1986: Polizeiruf 110: Gier
- 1987: Wie die Alten sungen…
- 1988: Bereitschaft Dr. Federau
- 1990: Polizeiruf 110: Warum ich …
- 1994: Elbflorenz (Serie de televisión)
- 1994: Hallo, Onkel Doc (Serie de televisión)
- 1994–1996: Der Landarzt (Serie de televisión)
- 1994–1997: Frauenarzt Dr. Markus Merthin (Serie de televisión)
- 1997: Das Traumschiff – Hawaii (Serie de televisión)
- 1999–2014; 2015, 2017: In aller Freundschaft (Serie de televisión)
- 2002–2005: Hallo Robbie! (Serie de televisión, 4 Capítulos)
- desde 2003: Familie Dr. Kleist (Serie de televisión)
- 2008: Inga Lindström: Sommer der Entscheidung
- 2011: In aller Freundschaft: Was wirklich zählt (Película de televisión)